# ISO 3166-2:RW
ISO 3166-2:RW — стандарт Международной организации по стандартизации, который определяет геокоды. Является подмножеством стандарта ISO 3166-2, относящимся к Руанде. Стандарт охватывает 4 провинции и 1 муниципалитет (Кигали) Руанды. Каждый геокод состоит из двух частей: кода Alpha2 по стандарту ISO 3166-1 для Руанды — RW и дополнительного кода, записанных через дефис. Дополнительный код в образован двухсимвольным числом. Геокоды провинций и муниципалитета являются подмножеством кода домена верхнего уровня — RW, присвоенного Руанде в соответствии со стандартами ISO 3166-1.

## Геокоды Руанды
Геокоды 4 провинций и 1 муниципалитета административно-территориального деления Руанды.
| Геокод | Административная единица | Статус        |
| ------ | ------------------------ | ------------- |
| RW-04  | Восточная                | провинция     |
| RW-02  | Западная                 | провинция     |
| RW-01  | Кигали                   | муниципалитет |
| RW-03  | Северная                 | провинция     |
| RW-05  | Южная                    | провинция     |

## Геокоды пограничных Руанде государств
- Демократическая Республика Конго — ISO 3166-2:CD (на западе),
- Уганда — ISO 3166-2:UG (на севере),
- Танзания — ISO 3166-2:TZ (на востоке),
- Бурунди — ISO 3166-2:BI (на юге).